# کوروش زعیم
کورش زعیم (زاده ۲۷ اردیبهشت ۱۳۱۸ در کاشان) مترجم، نویسنده، فعال سیاسی، پژوهشگر، مخترع، زندانی سیاسی و عضو شورای مرکزی جبهه ملی ایران (سامان ششم) و برادر سیامک زعیم است.
کورش زعیمی با تأسیس کانون اندیشه و سخن و با پژوهش در زمینه‌های اقتصادی، کشاورزی و صنعتی به عنوان یک پژوهشگر نیز فعالیت کرده‌است. او بارها توسط مأموران جمهوری اسلامی بازداشت و بازجویی و زندانی شده‌است.

## زندگی
کورش زعیم در سال ۱۳۱۸ خورشیدی در کاشان به دنیا آمد. مادربزرگ وی، نواده ملا احمد نراقی و محسن فیض کاشانی بود. او عضو شورای مرکزی جبهه ملی ایران بود.
او در سال ۱۳۳۷ برای ادامه تحصیل عازم آمریکا شد. او در دانشکده مهندسی دانشگاه ایلینوی در رشته مهندسی سازه مشغول شد (۶۳–۱۹۵۹). در سال ۱۹۶۲ دورهٔ کارشناسی خود را در رشتهٔ مهندسی عمران، گرایش سازه به پایان رسانید و کارشناسی ارشد خود را در علوم مدیریت کسب کرد.
در سال ۱۳۶۱ به علت فعالیت‌های سیاسی و مطبوعاتی خود دستگیر و در بند انفرادی ۲۰۶ زندان اوین برای بیش از چهار ماه زندانی شد. پیش از او دو برادرش سیامک زعیم از رهبران جنبش سربداران پس از شکست قیامشان در آمل در ۸ بهمن ۱۳۶۰ و بهرام زعیم (فعال دانشجویی چپ) هم دستگیر شده بودند. سیامک در سال ۱۳۶۳ تیرباران شد و برادر دیگر، بهرام، مدت چهار سال و نیم زندانی شد. او بعد از آزادی برای انجام امور شخصی مدتی به آمریکا عزیمت کرد و سپس به ایران بازگشت.
او در سال ۱۳۷۹ به اتفاق آرا به عضویت شورای مرکزی جبهه ملی ایران انتخاب و در همان سال به عضویت هیئت اجرایی جبهه ملی و مسوول روابط عمومی برگزیده شد. زعیم در پلنوم ۱۳۸۲ جبهه ملی توسط مشترکین به عضویت در شورای مرکزی جبهه ملی ایران انتخاب و سپس به سمت مسول روابط عمومی جبهه ملی ایران انتخاب گردید. همچنین او عضو بازنگری در اساسنامه جبهه ملی ایران در پلنوم فوق بود. کورش زعیم در ۱۲ خرداد ۱۳۸۸ از مسوولیت خود در هیئت اجرایی جبهه ملی ایران و روابط عمومی جبهه ملی ایران استعفا کرد. در سال ۱۳۸۸ همراه با شماری از فعالان سیاسی مانند داوود هرمیداس باوند، عیسی خان حاتمی، محمد ملکی و حشمت االله طبرزدی و… به تشکیل همبستگی برای دموکراسی و حقوق بشر در ایران پرداخت و سمت دبیر سیاسی آن را به عهده دارد.

### بازداشت در سال ۱۳۸۵
کورش زعیم در سال ۱۳۸۵، به علت مواضع سیاسی خود ۴۷ روز را در انفرادی بازداشتگاه ۲۰۹ زندان اوین گذراند. در تیرماه سال ۱۳۸۸، پس از اعتراضات مردم ایران به نتایج انتخابات ریاست جمهوری (۱۳۸۸) ۹۱ روز در انفرادی بند ۲۰۹ اوین زندانی و در بهمن سال ۱۳۸۹، در آستانه اعتراضات جنبش سبز در ۲۵ بهمن ۱۳۸۹، به علت مصاحبه‌های انتقادآمیز خود ۲۷ روز دیگر را نیز در انفرادی بند ۲۰۹ اوین زندانی شد.

### بازداشت در سال ۱۳۹۱
شعبهٔ ۱۴ دادگاه انقلاب اسلامی تهران، به ریاست قاضی ماشاالله احمدزاده، کورش زعیم را به دلیل «اقدام علیه امنیت ملی»، فعالیت تبلیغی علیه نظام و تجمیع پرونده‌های دستگیری و زندان در سال‌های ۱۳۶۱، ۱۳۸۵، ۱۳۸۸ و ۱۳۸۹ در فروردین ماه ۱۳۹۱، به سه سال حبس تعلیقی و پنج سال محرومیت از فعالیت‌های سیاسی و رسانه‌ای محکوم کرد که «نظر به کهولت سن متهم» این حبس به مدت پنج سال تعلیق شده‌است. در این پرونده شیرین عبادی و محمدعلی دادخواه وکالت او را برعهده داشتند.
زعیم در ۱۳۹۴ به همراه چند تن از اعضای شورای مرکزی شامل عیسی حاتمی به رهبری دکتر هرمیداس باوند بر خلاف مصوبه شورای مرکزی در انتخابات دوره دهم مجلس مجلس شورای ثبت نام کردند که با واکنش شورای مرکزی و تکذیب شرکت جبهه ملی در انتخابات مواجه شد. این امر یکی از مواردی بود که به جدایی و انشعاب گروهی از اعضای جبهه ملی و ایجاد گروهی بنام به جبهه ملی- سامان ششم به رهبری هرمیداس باوند انجامید. 
زعیم در سال ۱۳۹۶ به همراه داوود هرمیداس باوند، علی رشیدی و  و برخی دیگر از اعضای جبهه ملی ایران از این مجموعه جدا شده و جبهه ملی سامان ششم را ایجاد کرد. او در این مجموعه به عضویت هیئت رهبری انتخاب شد.

## آثار
آثار متعددی از کورش زعیم در زمینه‌های علمی مثل "خود آموز ساختمان"، "کتاب دستی ریاضیات"، "راهبرد زنده مانی"، "زیست انرژی" و تاریخی از جمله "بزرگان کاشان"، "امپراتوری شوروی به کجا می‌رود؟" و "تاریخچه جبهه ملی از پیدایش تا کودتای ۲۸ مرداد" انتشار یافته‌است. چندین اثر ادبی نیز از جمله "آزادی و مسوولیت روشنفکران "نوشته کارل پوپر توسط او ترجمه شده‌است.

### تألیف
- نقطه بر آب (۸ داستان کوتاه)، ۱۳۳۲
- جوجه‌ها به پرواز در می‌آیند، ۱۳۳۵
- گردباد، ۱۳۳۶
- بزرگان کاشان، ۱۳۳۶
- Strength of Fiberglass Bundles، ۱۳۴۱
- نفوذ امپریالیسم در اقتصاد جهان سوم (مجموعه مقالات)، ۱۳۵۹
- امپراتوری شوروی به کجا می‌رود؟، ۱۳۶۰ (پاورقی روزنامه میزان ۱۵۹–۱۳۵۸)
- طرح ریزی کارخانه، ۱۳۶۰
- ورق حلبی را بشناسیم، ۱۳۶۰
- چوب، ۱۳۶۰
- تخته، ۱۳۶۱
- کتاب دستی ریاضیات، ۱۳۶۲
- مالکیت صنایع و پیشرفت صنعتی، ۱۳۶۲
- خودآموز ساختمان، ۱۳۶۲
- جبهه ملی ایران از پیدایش تا کودتای ۲۸ مرداد، ۱۳۷۹
- زیست انرژی: دانش و کاربرد ریکی (همراه با مهناز خادم پور)، ۱۳۸۴

### ترجمه
- برگه خونین و محکوم فراری (داستانهای کوتاه)، ۱۳۳۴
- کونتین دوروارد (سر والتر اسکات) ۱۳۳۵
- آینده بشر، (رابرت کلارک گراهام)، ۱۳۶۱
- سوسیالیسم در گذشته و آینده (ایگور شافارویچ)، ۱۳۸۶
- شهر خدا ساوونارولا و جمهوری، (ویل دورانت)، ۱۳۸۶
- طبیعت فقر توده‌ای، (جان کنث گالبریث)، ۱۳۸۶
- آزادی و مسئولیت روشنفکران، (کارل پوپر)، ۱۳۷۹
- کوروش بزرگ گزنفون هنر رهبری، (لاری هدریک)، ۱۳۸۸
- تاریخچه زمان، (استیون هاوکینگ)، ۱۳۸۴
- کیهان در پوست گردو (استیون هاوکینگ)، ۱۳۹۱
- مارکسیسم، دیکتاتوری و دموکراسی: دیکتاتوری پاکترین انسان‌ها را هم به بیراهه می‌کشاند[۲۵][۲۶]
- ۱۳۹۴ - تئوری همه چیز . استیون هاوکینگ